# Pros Verbruggen
Pros Verbruggen (Borgerhout, 11 januari 1928 – Sint-Pieters-Woluwe, 18 december 2021) was een Vlaams acteur, presentator en programmamaker.

## Biografie
Hij startte zijn carrière bij de omroep in 1948, na geslaagd te zijn in een auditie  voor "voordracht en luisterspel". In oktober van dat jaar kreeg hij zijn eerste rol in een hoorspel van Gaston Duribreux Het Lichtschip B in een regie van Bert Janssens.
Hij was toen al actief als gastacteur bij het Reizend Volkstheater, een afdeling van het Nationaal Toneel van België dat onder leiding stond van Rik Jacobs.  Een jaar later nam hij deel aan een examen voor regisseur-omroeper. Na een stage bij Omroep Antwerpen kreeg hij een vaste aanstelling bij de zender in Gent. Uit die periode dateren zijn uitzendingen voor zieken en herstellenden Dokter Opgeruimd - de toen nog vrij nieuwe telefoon-quizzen - de showprogramma's van Jan Briers sr Ankers Los.
Tijdens die Gentse periode die acht jaar zou duren, was hij met Frans Roggen, Robert Maes, Diane De Ghouy, Anna De Vis, Herman Bollaert en vele anderen, actief in het toneelgezelschap van Frans Poos Het Nieuw Nederlands Toneel met gastvoorstellingen in het hele Vlaamse land.
Zijn allereerste televisieoptreden deed hij in Rijsel. Daar werden door TV-Lille Vlaamse programma's uitgezonden, die vooral in het West-Vlaamse werden bekeken, waar de Franse industrie een afzetgebied zocht voor zijn televisietoestellen.
Zijn grote doorbraak kwam er met 100.000 of niets - een quizprogramma dat hij samen met Tony Corsari en Bob Van Bael presenteerde. En toen het N.I.R. (tegenwoordig de VRT) presentatoren zocht voor de dagelijkse uitzendingen tijdens Expo 58 viel de keuze van directeur-generaal Jan Boon op Annie Declerck en Pros Verbruggen. Ze interviewden alle beroemdheden uit binnen- en buitenland voor de camera's. 
Na Expo 58 kwam Pros Verbruggen bij de filmdienst van de tv terecht, waar hij de commentaar van honderden documentairefilms mocht inspreken en met Roland Lommé filmvedetten en filmregisseurs ging interviewen, voor hij definitief aan de slag ging bij de aankoop van televisiereeksen en -programma's. Ondertussen draaide hij ook mee in de film, onder meer in de prent Rue de Calvaire van Jean Daskalidès met Marie-José Nat.
Ten slotte werd hem de leiding toevertrouwd van dienst Film- en Programma-aankoop.  Na zijn  pensionering mocht hij onder leiding van Carlo Gepts en Dirk Verhofstadt VT4 mee opstarten.
Verbruggen overleed op 93-jarige leeftijd.

## In populaire cultuur
- In het De Strangers-lied "Onnozel' muggen" (1973) zingen de Strangers dat de muggen beter "Armand Pien en Pros Verbruggen" zouden lastigvallen.